# Papa Climent VI
El papa Climent VI (1291 – 6 de desembre de 1352), nascut Pierre Roger, va ser cap de l'Església catòlica des del 7 de maig de 1342 fins a la seva mort, el desembre de 1352. Va ser el quart papa d'Avinyó. Climent va regnar durant la primera visita de la pesta negra (1348–1350), durant la qual va concedir la remissió dels pecats a tots els que van morir de pesta.
Roger va resistir fermament a les invasions temporals de la jurisdicció eclesiàstica de l'Església i, com a papa Climent VI, va consolidar el domini francès de l'Església i va obrir les seves arques per millorar l'esplendor regia del papat. Va reclutar compositors i teòrics de la música per a la seva cort, incloses figures associades a l'aleshores innovador estil Ars Nova de França i els Països Baixos.
Les profecies de Sant Malaquies es refereixen a aquest papa com exrosa Attrebatensi (De la rosa d'Arràs), cita que fa referència al fet que va ser bisbe d'Arràs i a què al seu escut d'armes apareixen unes roses.

## Biografia

### Naixement i família
Pierre Roger (també escrit Rogier i Rosiers) va néixer al castell de Maumont , avui part de la comuna de Rosiers-d'Égletons, Corresa, al Llemosí, fill del senyor de Maumont-Rosiers-d'Égletons. Va tenir un germà gran, Guillaume, que es va casar tres vegades i va tenir tretze fills; i un germà petit, Hugues, que esdevingué cardenal prevere de San Lorenzo in Damaso i que podria haver esdevingut papa el 1362. Pierre també tenia dues germanes: Delphine, que es va casar amb Jacques de Besse; i Alienor, que es va casar amb Jacques de la Jugie. El seu germà Guillaume esdevingué senyor de Chambon, gràcies al dot de la seva dona, i, amb el benefici de la influència del seu germà papal sobre el rei Felip VI, esdevingué vescomte de Beaufort.

### Monjo i erudit
Roger va entrar a l'orde benedictí quan era un nen l'any 1301, a l'abadia de La Chaise-Dieu a la diòcesi de Clarmont a l'Alvèrnia.  Després de sis anys allà, va ser dirigit als estudis superiors pel bisbe de Le Puy, Jean de Cumenis, i el seu propi abat, Hugues d'Arc.  El 1307 va estudiar a París al Col·legi de la Sorbona, on va ingressar al Col·legi de Narbona. Per mantenir-lo, més enllà del que li van aportar el seu bisbe i el seu abat, se li va concedir el càrrec de prior de Sant Pantaléo a la diòcesi de Llemotges.  L'estiu de 1323, després que Pierre havia estat estudiant teologia i dret canònic durant setze anys a París, el papa Joan XXII va ordenar al canceller de París, per recomanació del rei Carles IV, que conferís ell el doctorat en teologia, una càtedra i una llicència per ensenyar.  Pierre tenia trenta-un anys. Va donar una conferència pública sobre les Sententiae de Pere Llombard, i va defensar i promoure les obres de Tomàs d'Aquino. Va quedar consternat pel Defensor Pacis de Marsili de Pàdua, i va escriure un tractat el 1325 condemnant els seus principis i defensant el papa Joan XXII.
El 24 d'abril de 1324 se li va concedir el priorat de Sant Baudili, dependència de l'Abadia de La Chaise-Dieu, per ordre personal del papa Joan XXII; i després, el 23 de juny de 1326, va ser nomenat abat de Fécamp, abadia reial i un dels monestirs més importants de França. Va ocupar el càrrec fins al 1329.
Pierre Roger va ser cridat a Avinyó per influència del seu amic i protector, el cardenal Pierre de Mortemart (que va ser nomenat cardenal el 18 de desembre de 1327), tots dos propers al rei Carles IV.  Malauradament, el rei Carles IV va morir l'1 de febrer de 1328, l'últim rei Capet de França en línia directa.
Com a abat de Fécamp i, per tant, súbdit feudal d'Eduard III, Pierre va rebre l'encàrrec el 1328 de convocar Eduard III d'Anglaterra per retre homenatge a Felip VI de França pel ducat d'Aquitània. No va rebre resposta, però, del rei Eduard, i es va veure obligat a tornar a França, la seva missió incomplerta.

### Episcopat
El 3 de desembre de 1328 Pere Roger va ser nomenat bisbe d'Arràs, en la qual cosa va esdevenir conseller reial del rei Felip VI. Va ocupar la diòcesi d'Arràs només fins al 24 de novembre de 1329, menys d'un any, quan va ser ascendit a l'arxidiòcesi de Sens.  Va ocupar l'arquebisbat de Sens durant un any i un mes, fins al seu ascens a la seu de Rouen el 14 de desembre de 1330.
L'any 1329, mentre Pierre Roger encara era arquebisbe electe de Sens, es va celebrar a Vincennes una important assemblea del clergat francès en presència del rei Felip VI (1328–1350), per tractar qüestions relacionades amb els poders judicials de les autoritats eclesiàstiques. Es van presentar moltes proposicions contra la jurisdicció eclesiàstica, que van ser argumentades hàbilment per Pierre de Cugnières (Petrus de Cugneriis). Pierre Roger va fer les rèpliques el 22 de desembre de 1329, en nom de l'autoritat eclesiàstica.
Quan Pierre Roger es va convertir en arquebisbe de Rouen el desembre de 1330, s'esperava que jurés fidelitat al seu senyor feudal. El rei Felip VI havia donat recentment al seu fill Jean el ducat de Normandia com a perrogativa, i Pierre estava preocupat pel que podria passar si algú que no fos un membre de la família reial francesa es convertís en duc de Normandia. Per això va demanar temps al rei per considerar la seva posició, però el rei es va mostrar ferm i es va apoderar de les temporalitats de l'arquebisbe. Pierre es va veure obligat a anar a París, on es va acordar que, si algú que no fos un membre de la família reial es convertís en duc, llavors l'arquebisbe juraria fidelitat directament al rei.
Com a arquebisbe de Rouen, Roger va ser un dels Pars de França i va ser membre de l'ambaixada enviada pel rei Felip al seu fill Joan, l'any 1333, per jurar en el seu nom agafar la creu i servir en una croada a Terra Santa. Més tard l'any, a París al Prés des Clercs, el Rei va rebre personalment la creu de mans de l'arquebisbe Roger.
Es diu que va ser promogut al càrrec de Canceller de França, encara que no hi ha cap prova documental.  La primera afirmació que va ser canceller la fa Alfonso Chacon (Ciaconius) (1530–1599).
L'any 1333, la qüestió de la visió béatífica, que s'havia discutit des d'un sermó del papa Joan XXII l'any 1329, va arribar a una fase seriosa.  La Cort Reial francesa havia estat escoltant queixes de diverses parts, i el Rei i la Reina finalment van decidir buscar assessorament competent. El Papa sabia que la Universitat de París era hostil a les seves idees, i per això va enviar Gerard Odonis, el ministre general dels franciscans, i un predicador dominicà, a París per predicar en públic les opinions del Papa. El rei Felip va respondre a la indignació general convocant els mestres de teologia de la Universitat a Vincennes just abans de Nadal de 1334, on semblava que hi havia un acord general contra el Papa. El rei va informar en privat al Papa de les seves opinions, però el Papa va respondre durament al rei que havia de deixar d'afavorir una opinió que el Papa encara no havia resolt definitivament. El Papa va ordenar a l'arquebisbe de Rouen, Pierre Roger, que exposés per escrit la visió del Papa i l'expliqués al rei. Irònicament, Pierre Roger no estava del costat del Papa en l'argument. Un comitè, que incloïa l'arquebisbe Roger, el teòleg Pierre de la Palud (Petrus Paludensis), el canceller de França Guillaume de Sainte-Maure, l'ardiaca de Rouen Jean de Polenciac i altres, va intentar dissuadir el Papa de les seves idees. A principis de 1334 el papa Joan XXII va informar al rei que havia ordenat als cardenals i prelats i doctors en teologia i en dret canònic de la Cort Papal que examinessin les proposicions a fons i li informessin de les seves conclusions.  Joan XXII intentava salvar la cara posant l'assumpte en mans d'un comitè, però al final, en el seu llit de mort, es va veure obligat a repudiar les seves opinions, que foren formalment condemnades pel seu successor, Benet XII.
El 14 d'abril de 1335 va morir l'amic i mecenes de Pierre Roger, el cardenal Pierre de Mortemart, nomenant Pierre Roger com un dels marmessors del seu Testament.
El setembre de 1335 l'arquebisbe Roger va celebrar un concili provincial a Rouen al Priorat de Nôtre-Dame-du Pré (més tard anomenat Bonne-nouvelle). Eren presents dos dels seus bisbes, els altres quatre estaven representats per procuradors. També van ser convidats els capítols catedralicis de la província i els abats dels monestirs. El concili va emetre una dotzena de cànons, instant el baix clergat a ser diligent en les seves tasques assignades. El tema més destacat va ser l'encoratjament donat als bisbes per facilitar els negocis d'aquells que volguessin unir-se al rei a la croada.

### Cardenalat
Pierre Roger va ser creat cardenal prevere pel papa Benet XII (1334–1342) el 18 de desembre de 1338, en el seu únic consistori per a la creació de cardenals. Va crear sis cardenals nous: quatre eren monjos (dos benedictins, un cistercenc i un mercedari); un era de Rimini, la resta del sud de França. Quatre eren advocats, dos eren teòlegs. Un va morir abans de rebre el capell vermell, i va ser substituït per un altre candidat. Pierre Roger va entrar per primera vegada a la Cúria d'Avinyó el 5 de maig de 1339 i va rebre el titulus de Santi Nereo e Achilleo.

### Papat
El cardenal Napoleone Orsini va morir durant la Quaresma de 1342, el 23 de març. El funeral va tenir lloc dilluns de Setmana Santa a l'església franciscana d'Avinyó, i el sermó fúnebre va ser predicat pel cardenal Pierre Roger.  Un mes més tard, el 25 d'abril de 1342, el papa Benet XII moria al Palau Papal d'Avinyó. El rei Felip VI de seguida va enviar el seu fill gran, el príncep Joan, a pressionar la candidatura de Pierre Roger, però va arribar massa tard per tenir cap efecte. Divuit dels dinou cardenals es van reunir per al conclave per escollir el seu successor. Catorze eren francesos, tres italians i un espanyol. Només el cardenal Bertrand de Montfavez, malalt de podagra (gota), no va poder assistir. El conclave va començar el diumenge 5 de maig de 1342 i el matí del dimarts 7 de maig es va arribar a un acord. Dos cardenals van escriure al rei Eduard III d'Anglaterra el 8 de maig que l'elecció s'havia realitzat "sense política preliminar i només amb inspiració divina".  El cardenal Pierre Roger va ser escollit per succeir a Benet XII com a papa. Va ser coronat el diumenge de Pentecosta, el 19 de maig, a l'església dels dominics, l'església més gran d'Avinyó. Hi eren presents el príncep Joan de França, duc de Normandia; Jacques, duc de Borgonya, Imbert, delfí de Vienne i molts altres. El cardenal Roger va triar el nom de regnat Climent VI.
Durant l'època de Pentecosta immediatament posterior a la seva coronació, com escriu Peter de Herenthal, quan un nou Papa acostuma a satisfer les expectatives de la seva família, els seus seguidors, els seus partidaris, els seus cardenals i la cúria romana, el papa Climent va prometre regals a cada clergue que es va presentar a Avinyó en dos mesos. A Avinyó va aparèixer una multitud de clergues pobres que es va calcular que el nombre de clergues pobres a totes les diòcesis del món era d'uns 100.000, un nombre que Peter de Herenthal estava força disposat a acceptar. Quan Climent VI, al principi del seu pontificat, estava fent reserves d'abadies i prelatures, i declarant nul·les les eleccions als monestirs i als capítols, per tal d'adquirir beneficis per a ús papal en la concessió de favors, se li va fer saber que els seus predecessors no havien es dedica a reserves d'aquest tipus. Es diu que Climent va respondre: "Els nostres predecessors no sabien ser papa".

### Cardenals nous
El seu pontificat va estar caracteritzat per un nepotisme accentuat, que la majoria dels cardenals que va nomenar eren parents seus (un d'ells serà el futur papa Gregori XI), i per la simonia derivada de la necessitat de finançar la seva afició pel luxe, les arts i les lletres (va ser mecenes del famós poeta italià Francesco Petrarca).
Una de les millors maneres en què un papa pot recompensar els seus partidaris és elevar-los al cardenalat. El 20 de setembre de 1342, quatre mesos després de la seva coronació, Climent VI va celebrar un consistori per a la creació de cardenals. Va nomenar deu prelats, entre ells tres nebots, Hugues Roger, Ademar Roberti i Bernard de la Tour d'Auvergne.  També va elevar Guy de Boulogne, arquebisbe de Lió i fill del comte Robert VII d'Alvèrnia, i Gerard de Daumar, mestre general dels dominics i cosí papal, que va morir un any després de la seva creació, el 27 de setembre de 1343. Cinc dels seus nomenaments eren de la seva pròpia zona natal de Llemotges i un de Périgueux. Només un era italià, Andrea Ghini Malpighi, un florentí, que va morir el 2 de juny de 1343. El Col·legi de Cardenals era ara totalment francès, amb un fort accent d'Alvèrnia.
El 19 de maig de 1344 els dos nous cardenals morts van ser substituïts per dos francesos més: el provençal Pierre Bertrand, nebot del cardenal Pierre Bertrand; i Nicolas de Besse, un altre nebot papal.
Com els seus predecessors immediats, Climent es va dedicar a França, i va demostrar les seves simpaties franceses refusant una invitació solemne a tornar a Roma per part de la gent de la ciutat, així com del poeta Petrarca. Per aplacar els romans, però, Climent VI va emetre la butlla  Unigenitus el 27 de gener de 1343, reduint l'interval entre un Gran Jubileu i el següent de 100 anys a 50 anys. En el document va elaborar per primera vegada el poder del papa en l'ús de les indulgències. Aquest document seria utilitzat més tard pel cardenal Cajetan en l'examen de Martí Luter i les seves 95 tesis en el seu judici a Augsburg el 1518.  Aleshores, Unigenitus estava fermament fixada en el Dret Canònic, després d'haver estat afegit a la col·lecció. anomenats Extravagantes.
El 23 de febrer de 1343 el papa Climent va nomenar Pons Saturninus com a "Providor de les obres del Palau", iniciant així un programa de construcció i decoració que va continuar durant tot el seu regnat. Immediatament va quedar clar que el Papa no tenia cap intenció de tornar a Roma, i que tenia la intenció de proporcionar oficines i habitatges als diferents òrgans de la Cúria Romana al Palau. El papa Benet XII, el seu predecessor, havia construït un palau prou acollidor per a un monjo cistercenc, però Pierre Roger havia passat gran part de la seva carrera a la cort francesa i n'havia absorbit els gustos per a una exhibició i cerimònia molt més gran. El Papa era, després de tot, un sobirà, i Climent tenia la intenció de viure i treballar en un estat adequat. Va encarregar la nova Torre de la Garde-Robe, l'Audiència (per als Auditors de la Rota), la nova Capella Papal i la gran escala que hi conduïa, i la Tour de la Gache (on es troba l'Audientia contradictarum, el tribunal d'apel·lació per contratractes, tenia les seves oficines). També va ser el responsable de les dues noves façanes d'entrada.
També va comprar la sobirania d'Avinyó a la reina Joana I de Nàpols el 1348 per la suma de 80.000 corones, import que mai no va ser abonat possiblement perquè Climent va considerar que l'absolució que va donar a Joana per l'assassinat del seu marit va ser suficient pagament.

#### La pesta negra
Climent VI estava al tron papal quan la pesta negra va colpejar Europa per primera vegada l'any 1347. Aquesta pandèmia va arrasar Àsia i Orient Mitjà i Europa entre 1347 i 1350, i es creu que va matar entre un terç i dos terços de la població europea. Durant la pesta, Climent va atribuir la pesta a la ira divina. Però també va buscar les opinions dels astròlegs per obtenir una explicació. Johannes de Muris formava part de l'equip "de tres que van elaborar un tractat explicant la pesta de 1348 per la conjunció de Saturn, Júpiter i Mart el 1341" Els metges de Climent VI li van aconsellar que envoltar-se de torxes bloquejaria la pesta. No obstant això, aviat es va tornar escèptic d'aquesta recomanació i es va quedar a Avinyó supervisant l'atenció als malalts, els enterraments i la cura pastoral dels moribunds. Mai va contreure la malaltia, tot i que hi havia tanta mort al seu voltant que les ciutats es van quedar sense terra per als cementiris, i va haver de consagrar tot el riu Roine perquè es considerés terra sagrada i es poguessin llençar els cossos en ell.  Un dels metges del papa Climent, Gui de Chauliac, més tard va escriure un llibre anomenat Chirurgia magna (1363), en què distingia correctament entre la pesta bubònica i la pneumònica, basant-se en les seves pròpies observacions dels seus pacients i d'ell mateix.
Potser sentint la pressió de la mortalitat, després d'haver perdut no menys de sis cardenals només l'any 1348 el papa Climent VI va nomenar un nou cardenal el 29 de maig de 1348, el seu nebot i homònim, Pierre Roger de Beaufort, que encara no tenia divuit anys.  El 17 de desembre de 1350, va afegir dotze cardenals més, nou d'ells francesos i només tres de Llemotges, inclosos dos parents, Guillaume d'Aigrefeuille i Pierre de Cros.
La sospita va caure sobre els jueus per la pesta i van esclatar pogroms arreu d'Europa. Climent va emetre dues butlles papals l'any 1348 (6 de juliol i 26 de setembre), aquesta última anomenada Quamvis Perfidiam, que condemnava la violència i deia que els que culpaven de la pesta als jueus havien estat "seduïts per aquell mentider, el Diable." Va continuar subratllant que «No pot ser cert que els jueus, per un crim tan odiós, siguin la causa o l'ocasió de la pesta, perquè per moltes parts del món la mateixa plaga, pel judici ocult de Déu, ha afligit i afligit els mateixos jueus i moltes altres races que mai han viscut al seu costat". Va instar el clergat a prendre mesures per protegir els jueus com ell havia fet.
L'epidèmia de pesta va produir a més a Europa un rebrot dels flagelants, grups de laics que peregrinaven de ciutat a ciutat fuetejant-se. Climent VI els va acusar de fanàtics i mitjançant la publicació, el 1349, d'una butlla, els va condemnar com a heretges.

#### Papa i Imperi
Climent va continuar la lluita dels seus predecessors amb l'emperador romà Lluís IV. El 13 d'abril de 1346, després de llargues negociacions, va excomunicar l'emperador i va dirigir l'elecció de Carles IV. Després de la mort de Lluís l'octubre de 1347, Carles va rebre el reconeixement general, posant fi al cisma que havia dividit Alemanya durant molt de temps.
En resposta a l'augment de la pirateria turca a l'Egeu, Climent va proclamar una croada amb l'objectiu de reconquistar Esmirna que havia estat presa pels aidínids el 1317. Els croats van poder capturar Esmirna el 28 d'octubre de 1344, que va estar en mans dels cristians llatins fins al 1402. També va tenir un paper en la invasió hongaresa del Regne de Nàpols, que era un feu papal; la contesa entre Lluís I d'Hongria i Joana I de Nàpols, acusada d'ordenar l'assassinat del seu marit i del germà del primer, va concloure l'any 1348 en un judici celebrat a Avinyó, en què va ser absolta. Entre els altres beneficis, Climent va aprofitar la situació per obtenir per ella els drets sobre la ciutat d'Avinyó.
El papa Climent també va estar involucrat en disputes amb el rei Eduard III d'Anglaterra com a conseqüència de les invasions d'aquest últim a la jurisdicció eclesiàstica. També es va enfrontar a problemes amb els reis de Castella i Aragó. Les seves negociacions per a la reunió amb els armenis i l'emperador romà d'Orient, Joan VI Cantacuzè, van resultar infructuoses.
A Itàlia, el Papat va enfrontar un seriós desafiament a la seva autoritat amb l'inici de l'agitació de Cola di Rienzo a Roma. El papa Climent havia nomenat Cola per a un càrrec civil (senador) a Roma, i, tot i que al principi va aprovar l'establiment del tribunat per part de Rienzo, més tard es va adonar de les implicacions d'un antagonista permanent del govern papal en forma d'una tribuna electa popularment, i va enviar un Llegat Papal que va excomunicar Rienzo i, amb l'ajuda de la facció aristocràtica, el va expulsar de la ciutat el desembre de 1347.

#### Polònia i Bohèmia
Climent també havia advertit al rei Casimir III de Polònia, que ja estava sota un interdit del bisbe de Cracòvia i de la Seu Apostòlica, perquè havia oprimit l'Església de Cracòvia amb càrregues intolerables i després assetjà el clergat que observava l'interdicte. que s'atreia penes més severes.  El 1345 Climent va enviar un nunci al rei Casimir i al rei Joan de Bohèmia, sol·licitant-los que fessin les paus entre ells, i amenaçant-los que, si rebutjaven les seves súpliques, els anatemaria i els prohibiria els sagraments.
En resposta a nombroses queixes contra el comportament altisonant de l'arquebisbe de Magúncia, metropolità de Praga , Climent va fer de Praga un arquebisbat el 30 d'abril de 1344, i va assignar el bisbat d'Olomouc com a sufragània. L'arquebisbe de Praga va adquirir el dret de coronar el rei de Bohèmia.

#### Vida privada
A diferència del cistercenc Benet XII, el benedictí Climent VI es va dedicar a un estil de vida obert i generós, i el tresor que va heretar del seu predecessor va fer possible aquest estil de vida. Va afirmar haver "viscut com un pecador entre pecadors" amb les seves pròpies paraules. Durant el seu pontificat, va afegir una nova capella al Palau Papal i la va dedicar a Sant Pere. Va encarregar a l'artista Matteo Giovanetti de Viterbo que pintés escenes comunes de caça i pesca a les parets de les capelles papals existents, i va comprar enormes tapissos per decorar els murs de pedra. Per portar la bona música a les celebracions, va reclutar músics del nord de França, especialment de Lieja, que van conrear l' estil Ars Nova. Li agradava tant la música que va mantenir a prop seu compositors i teòrics durant tot el seu pontificat, entre els quals Philippe de Vitry va ser un dels més famosos. Els dos primers pagaments que va fer després de la seva coronació van ser a músics.

### Mort, enterrament i monument

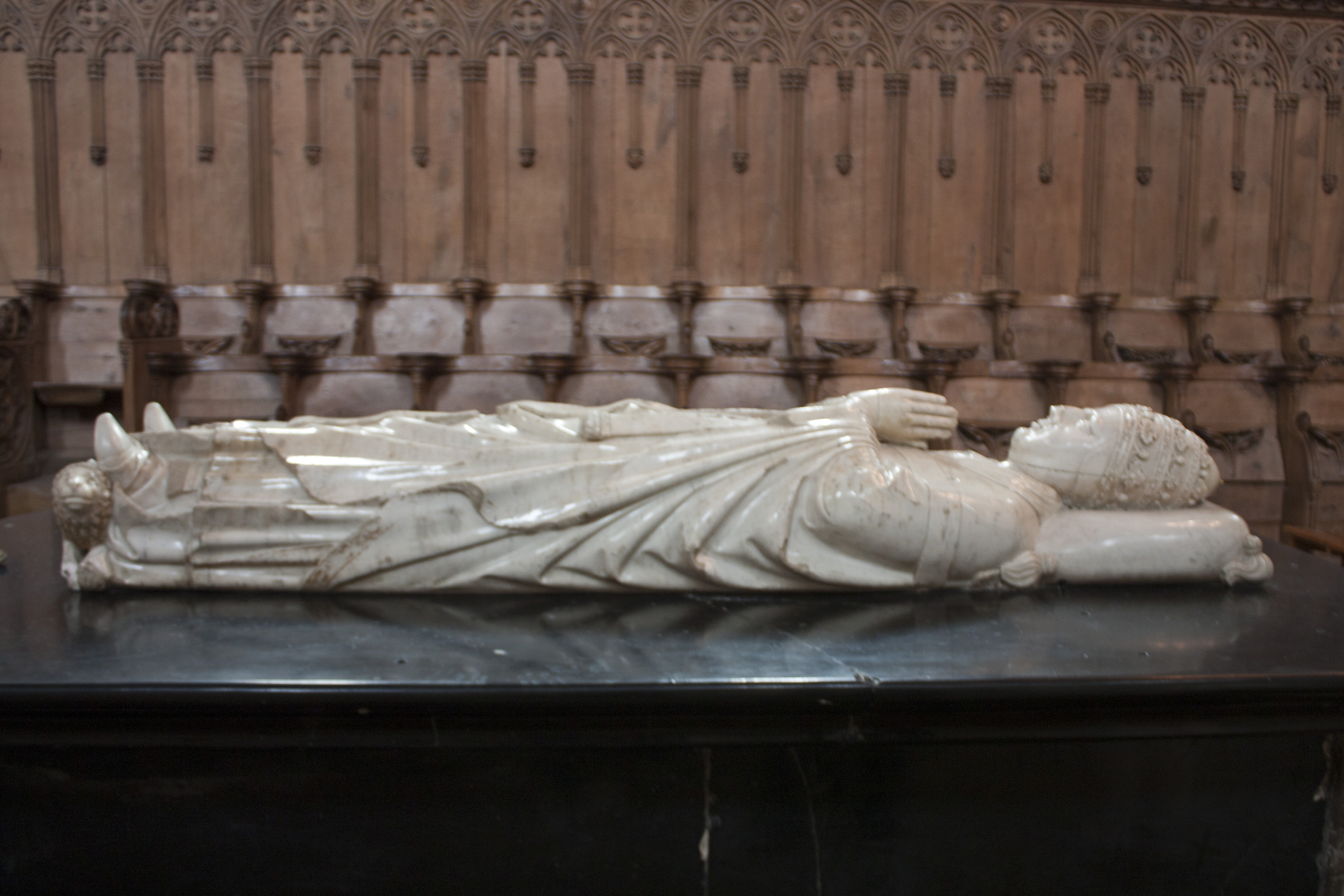
Tomba de Climent VI

Climent feia temps que l'any 1352 estava malalt, no només de càlculs renals, que l'havien molestat durant molts anys, sinó també d'un tumor, que va esclatar en un abscés amb febre durant la seva última setmana.  El papa Climent VI va morir el 6 de desembre de 1352, l'onzè any del seu regnat. Després de la seva mort, el seu almoiner, Pierre de Froideville, va repartir la suma de 400 lliures als pobres d'Avinyó, i el dia del funeral solemne es van repartir 40 lliures més durant la processó cap a la Catedral als pobres que eren presents. Climent va deixar la fama de "un bon cavaller, un príncep munificent a la profusió, un mecenes de les arts i l'aprenentatge, però cap sant". El seu cos va ser exposat a Notre Dame-des-Doms, on va ser enterrat temporalment. Tres mesos més tard, el cos va ser traslladat en una esplèndida processó a l'abadia de La Chaise-Dieu, passant per Le Puy el 6 d'abril.  En arribar, el fèretre va ser col·locat a l'església dels carmelites. Més tard a l'abril va ser enterrat definitivament en una tomba al centre del Cor de l'Església. La processó fúnebre anava acompanyada pel seu germà, el comte Guillem Roger de Beaufort, i pels cinc cardenals que eren membres de la seva família: Hugues Roger, Guillaume de la Jugié, Nicolas de Besse, Pierre Roger de Beaufort i Guillaume d'Aigrefeuille.  El 1562, la tomba va ser atacada pels hugonots i greument danyada, perdent les quaranta-quatre estàtues dels parents de Climent que envoltaven el sarcòfag. Només el sarcòfag i la coberta de la tomba van sobreviure, fent de la tomba actual una mera ombra de la seva antiga glòria arquitectònica i decorativa. La coberta de la tomba, de marbre blanc, va ser realitzada pel mestre escultor Pierre Boye, i els seus dos ajudants Jean de Sanholis i Jean David. La construcció del sepulcre es va iniciar l'any 1346, i es va acabar l'any 1351. Va costar 3.500 florins, als quals s'hi van afegir 120 écus d'or, com a gratificació per al mestre escultor.